# کلمپ وینکلمان
کلمپ وینکلمان (به انگلیسی: Winkelmann clamp) نوعی کلمپ جراحی که برای عمل ختنه، کاربرد دارد. این ابزار توسط شرکت تجهیزات جراحی لیستر تولید می‌گردد.

## تاریخچه
کلمپ وینکلمان در سال ۱۹۳۵ اختراع گردید. این ابزار به نام جراح آلمانی مجاری ادراری، کارل وینکلمان نامیده شده است.